# 女性愛
女性愛（じょせいあい）と女性向（じょせいこう、英: Gynephilia）は行動科学で性的指向を記述するために用いられる用語で、性別二元制である異性愛と同性愛の概念の代替語として用いられる。感情的、心理的、性愛的な面で女性に対してのみ恋心を抱く傾向をいう。そして、そのような性的指向が他人の前で表出しているかどうかにかかわらず、単独で女性に愛情、性欲、恋心を抱いている人は女性愛者/女性向者と呼ばれる。
男性異性愛者、女性同性愛者はどちらも女性しか好きではないため、どちらも女性愛者である。